# San Antonio, Acapulco de Juárez
San Antonio är en ort i Mexiko.   Den ligger i kommunen Acapulco de Juárez och delstaten Guerrero, i den södra delen av landet, 300 km söder om huvudstaden Mexico City. San Antonio ligger 50 meter över havet och antalet invånare är 916.
Terrängen runt San Antonio är platt söderut, men norrut är den kuperad. Runt San Antonio är det tätbefolkat, med 397 invånare per kvadratkilometer. Närmaste större samhälle är Amatillo, 2,3 km norr om San Antonio. Omgivningarna runt San Antonio är en mosaik av jordbruksmark och naturlig växtlighet.